# Андреј Митровић
Андреј Митровић (Крагујевац, 17. април 1937 — Београд, 25. август 2013) био је српски историчар и дописни члан Српске академије наука и уметности.

## Биографија
Основну школу и гимназију завршио је у Крагујевцу, а историју је дипломирао на Филозофском факултету у Београду. Магистрирао је 1964. темом Априлски преговори о Јадранском питању на Конференцији мира 1919. и докторирао је 1967. тезом Делегација Срба, Хрвата и Словенаца на Конференцији мира 1919—1920. Асистент на факултету постао је 1961, доцент 1967, ванредни професор 1974. и редовни 1980. године. Боравио је на специјализацији у Риму 1967. и у Немачкој 1967. и 1971/72. За дописног члана САНУ изабран је 1988. године.
Изучавао је Балкански простор у европској политици између два светска рата са посебним освртом на место Југославије у европској политици између два светска рата. Такође је писао и о историји Србије у Првом светском рату и бројним аспектима европске историје између два светска рата. За књигу Време нетрпељивих добио је Октобарску награду града Београда 1975. Књига Време нетрпељивих даје преглед европске политичке историје између два светска рата са посебним нагласком на сукобу идеологија који је, према Митровићевом мишљењу, обележио овај историјски период.
Такође се бавио проблематиком интелектуалног стваралаштва у специфичној идеолошкој и политичкој ситуацији у Европи између два светска рата. С тим у вези писао је огледе о стваралаштву и о историјском у делу немачког књижевника Томаса Мана.
Митровић је био члан је Удружења књижевника Србије по позиву.
Био је ожењен Љубинком Трговчевић.
Преминуо је у ноћи између 25. и 26. августа 2013. у Беоргаду.

## Изабрани радови
- Mitrović, Andrej (1969). Jugoslavija na Konferenciji mira 1919-1920. Beograd: Zavod za izdavanje udžbenika.
- Митровић, Андреј (1975). Време нетрпељивих: политичка историја великих држава Европе 1919-1939. Београд: Српска књижевна задруга.
- Mitrović, Andrej (1975). Razgraničenje Jugoslavije sa Mađarskom i Rumunijom 1919-1920: Prilog proučavanju jugoslovenske politike na Konferenciji mira u Parizu. Novi Sad: Institut za izučavanje istorije Vojvodine.
- Митровић, Андреј (1979). Фашизам и нацизам. Београд: Политика.
- Mitrović, Andrej (1981). Prodor na Balkan: Srbija u planovima Austro-Ugarske i Nemačke 1908-1918. Beograd: Nolit.
- Митровић, Андреј (1983). „Сучељење са средњоевропским империјализмом”. Историја српског народа. књ. 6, св. 2. Београд: Српска књижевна задруга. стр. 7—106.
- Митровић, Андреј (1983). „Надрастање пораза и подела”. Историја српског народа. књ. 6, св. 2. Београд: Српска књижевна задруга. стр. 107—254.
- Mitrović, Andrej (1983). Angažovano i lepo: umetnost u razdoblju svetskih ratova (1914-1945). Beograd: Narodna knjiga.
- Митровић, Андреј (1984). Србија у Првом светском рату. Београд: Српска књижевна задруга.
- Митровић, Андреј (1987). Устаничке борбе у Србији 1916-1918. Београд: Српска књижевна задруга.
- Митровић, Андреј (1993). Топлички устанак: Место у српској историји. Београд: Српска академија наука и уметности.
- Mitrović, Andrej (2007). Serbia's Great War 1914-1918. West Lafayette: Purdue University Press.